# Zylinderabschaltung
Die Zylinderabschaltung ist ein Ende der 1970er Jahre entwickeltes System zur Reduzierung des Kraftstoffverbrauches von Ottomotoren.
In Fahrsituationen mit niedrigem Leistungsbedarf wird die Kraftstoffzufuhr unterbrochen beziehungsweise kein Kraftstoff eingespritzt. Dabei werden die Ventile der abgeschalteten Zylinder geschlossen gehalten, um Gaswechselverluste zu vermeiden. Diese Maßnahme konnte Ende der 1990er Jahre den Kraftstoffverbrauch um bis zu 15 % reduzieren. Je nach System kann entweder eine komplette Zylinderbank (V-Motoren) oder auch einzelne Zylinder (Einzelzylinderabschaltung) abgeschaltet werden. Eingesetzt wird das System vor allem wegen einer gewissen Mindestlaufruhe, hauptsächlich bei Motoren mit mindestens acht Zylindern. Aber auch in kleineren Motoren, wie dem Dreizylinder-EcoBoost-Motor des Fiesta ST der achten Modellreihe mit 1,5 Liter Hubraum, kommt sie zum Einsatz.
Bei Hybridantrieben wird der gesamte Verbrennungsmotor abgestellt und im Elektrobetrieb gefahren; hier spricht man von einer „Motorabschaltung“.

## Funktionsweise
Zur Steuerung des Drehmoments werden zwei Verfahren angewendet: Quantitäts- und Qualitätssteuerung.
- Die vor allem bei „homogenen“ Ottomotoren angewendete Quantitätssteuerung arbeitet weitestgehend mit einem konstanten Verhältnis von Luft zu Kraftstoff. Eine Reduzierung der Luftmenge führt zu einer niedrigeren Kraftstoffmenge und so zu einem geringeren indizierten Drehmoment. Bei konventionellen Motoren wird zur Reduktion der Luftmenge eine Drosselklappe eingesetzt. Im niedrigen Lastbereich ist die Drosselklappe sehr weit geschlossen, weshalb es zu Drosselverlusten kommt: Die Luft wird durch die kleine Öffnung blockiert und bremst so den Kolben ab. Diese Abbremsung kann durch eine Erhöhung der Kraftstoffmenge nur beschränkt kompensiert werden (siehe stöchiometrisches Kraftstoffverhältnis). Hier verschafft die Zylinderabschaltung Abhilfe. Um bei der Abschaltung von einzelnen Zylindern das gleiche Drehmoment zu erhalten, muss in den verbleibenden befeuerten Zylindern entsprechend mehr Benzin verbrannt werden. Durch das fest vorgegebene Verbrennungsluftverhältnis wird mehr Luft benötigt, weshalb die Drosselklappe weiter geöffnet werden kann. Die Drosselverluste sinken deswegen auch in diesen noch arbeitenden Zylindern und es kann etwas Kraftstoff gespart werden. Weiterhin bestehen bleiben dabei die Reib- und Pumpverluste der weiter mitlaufenden unbefeuerten Zylinder.
- Die Qualitätssteuerung regelt das Verhältnis von Luft und Kraftstoff (Verbrennungsluftverhältnis) und bestimmt so das Drehmoment; sie wird vorwiegend in Dieselmotoren eingesetzt. Hier wird im Prinzip immer dieselbe Luftmenge verwendet und das Drehmoment durch die Regelung der direkt eingespritzten Brennstoffmenge kontrolliert. Es gibt keine Drosselklappe. Deswegen wird gerade im niedrigen Lastbereich der Verbrauchvorsprung von Dieselmotoren größer.

Da bei Ottomotoren mit vollvariablem Ventiltrieb und bei Dieselmotoren das Drehmoment ohne Drosselklappe geregelt wird, ist eine Zylinderabschaltung bei diesen Motortypen wenig effizient.

## Einsatz in Kraftfahrzeugen
General Motors führte die Zylinderabschaltung zum Modelljahr 1981 bei den 6,0 Liter großen Achtzylindermotoren ein, die in den Cadillac-Modellen DeVille, Fleetwood Brougham, Eldorado und Seville zum Einsatz kamen. Je nach Belastungssituation arbeiteten vier, sechs oder acht Zylinder; die Abschaltung erfolgte elektromechanisch. Die Zylinderabschaltung funktionierte vielfach nicht fehlerfrei und beschädigte wegen ihrer Defektanfälligkeit zu Beginn der 1980er-Jahre den Ruf der Marke. Mercedes-Benz hatte die Zylinderabschaltung in der 5-Liter-V8-Version von S-Klasse und CL (M 113-Motor) bis etwa 2005 optional angeboten. Zuvor hatte man die Technik bereits in dem vergleichsweise kurzlebigen M 137-V12-Motor verwendet. Die Mercedes-Schwester AMG wollte den Verbrauch ihrer Modelle bis 2012 um 30 Prozent senken; dafür brachten sie 2011 im Modell SLK 55 AMG einen neuen benzindirekteinspritzenden V8-Motor, der eine weiterentwickelte Version der Zylinderabschaltung nutzt und dazu zeitweise nur mit vier Zylindern arbeitet.
Auch im Mercedes E63 AMG (2017) wird wieder mit Zylinderabschaltung gearbeitet.
Weitere Hersteller, die eine Zylinderabschaltung einsetzen, sind seit 2005 die Hemi-V8-Motoren (5,7 Liter Hubraum) von Chrysler, Jeep und Dodge.
Bei Honda wird die Technik teilweise sogar in Vierzylinder-Motoren wie etwa im Honda Civic Hybrid eingesetzt. GM verwendet sie unter dem Namen „Active Fuel Management“ in diversen V8- und einige V6-Motoren. Eines der entsprechend ausgestatteten Modelle ist der 2010 eingeführte Chevrolet Camaro SS.
Die Technik wird unter dem Begriff „Active Cylinder Termination“ (ACT) seit 2012 auch bei Vierzylindermotoren des VW-Konzerns eingesetzt. Seit 2012 setzt auch Audi im 4.0 Biturbo-V8 eine Zylinderabschaltung ein und baut diese Motoren in den Audi S6, Audi S7, Audi RS7 und Audi S8 ein. In großer Stückzahl wird sie im VW EA211 evo und weiterentwickelt („ACTplus“) seit 2022 im VW EA211 evo 2 eingesetzt; dies sind pro Jahr etwa vier Millionen Motoren in den Baureihen Polo bis Passat.
Mit Einführung des neuen Fiesta ST ab Frühjahr 2018 erhält der neue Dreizylinder-Ford EcoBoost mit 1,5 Litern Hubraum ebenfalls eine Zylinderabschaltung.
Wenn im Teillastbetrieb Zylinder abgeschaltet werden, spricht man auch von „dynamischem Downsizing“.